# Mackovice
Mackovice (in tedesco Moskowitz) è un comune della Repubblica Ceca facente parte del distretto di Znojmo, in Moravia Meridionale.